# حفرة مدورية
في الثدييات بضمنها الإنسان، الحفرة المدورية (بالإنجليزية: Trochanteric fossa)‏هي انخفاض عميق في قاعدة المدور الكبير محاط بعرف بين المدورين. في هذه الحفرة ترتبط 4 عضلات هي وتر العضلة السدادية الخارجية والعضلة السدادية الغائرة والعضلة التوأمية العلوية والعضلة التوأمية السفلية. يختلف عرض وعمق الحفرة المدورية بشكل تصنيفي.

## الحفرة المدورية في الحيوانات

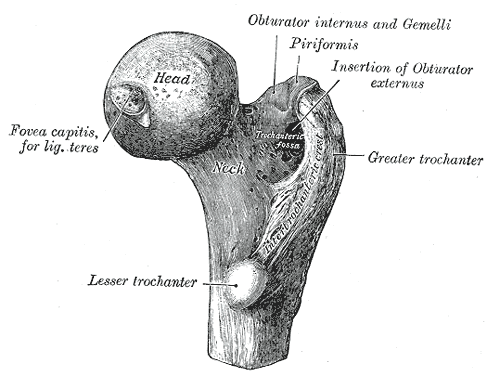
الطرف العلوي لعظم الفخذ الأيمن كما يظهر من الخلف ومن الأعلى.

في السلاحف، تحاط الفرة المدورية بالمدور الكبير والمدور الصغير بالكامل. كما أن الحفرة المدورية قليلة الانخفاض بسبب امتداد المدورين.
في الليبيدوصوريات، الفحرة قليلة الانخفاض لكنها واسعة. كما أنها محاطة من الوسط بالمدورين الكبير والصغير وجزء من فرع عظم الفخذ. أما من الجانب فإنها محاطة أقل.
أما الأركوصورات والديناصورات، فالحفرة ناضجة بكشل كاف بسبب تطور المدورين. كما تمثل الحفرة نقطة ارتباط للعضلة الفخذية الإليوية.